# Оливера Јовићевић
Оливера Јовићевић (Бајина Башта, 15. август 1966) српска је новинарка, ауторка и телевизијска водитељка политичког talk-show Упитник на РТС.